# Кашвиц (Паншвиц-Кукау)

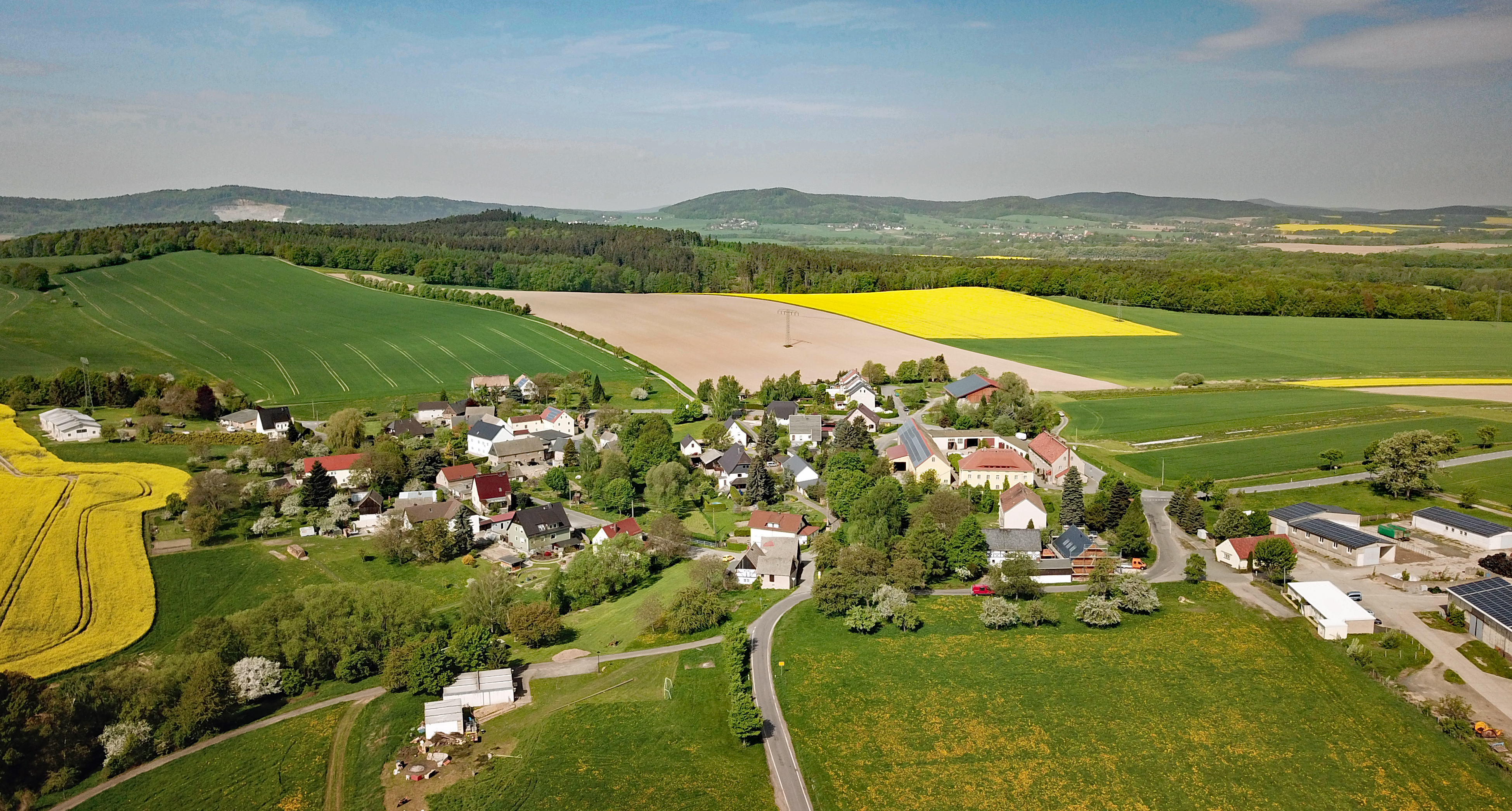

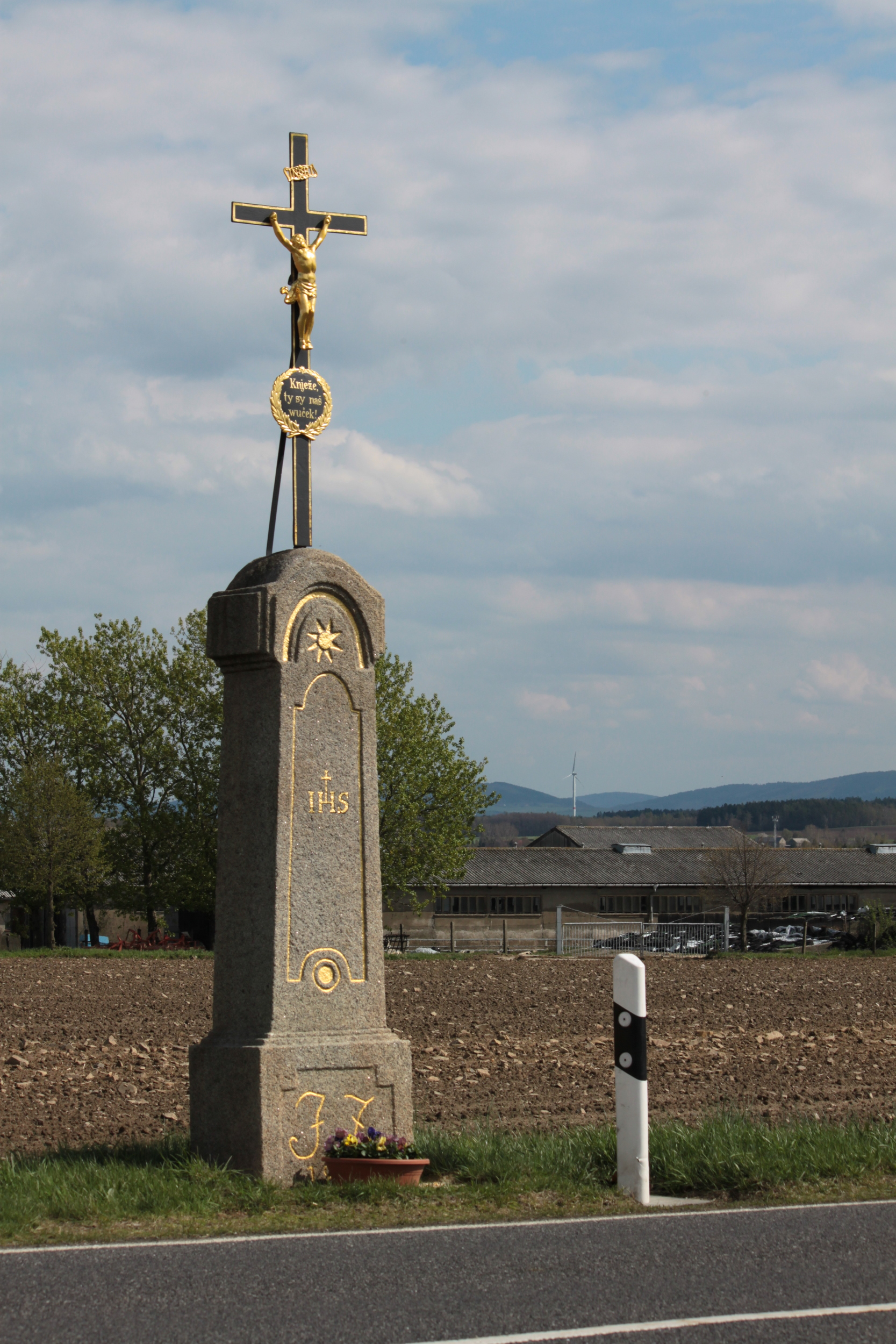
Придорожное распятие, памятник культуры и истории Саксонии

Ка́швиц или Ка́шецы (нем. Kaschwitz; в.-луж. Kašecy) — деревня в Верхней Лужице, Германия. Входит в состав коммуны Паншвиц-Кукау района Баутцен в земле Саксония. Подчиняется административному округу Дрезден.

## География
Располагается примерно в 19 километрах на запад от Будишина и в десяти километрах на юго-восток от Каменца.
Соседние населённые пункты: на cевере — деревня Вотров, на востоке — деревня Буковц коммуны Буркау, на юго-востоке — деревня Глупоньца, на юго-западе — деревня Журицы и деревня Гёдлау (в настоящее время входит в границы города Эльстра).

## История
Впервые упоминается в 1374 году под наименованием Cassicz. В средние века принадлежала женскому монастырю Мариенштерн.
С 1957 по 1974 года входила в состав коммуны Глаубниц и Кашвиц-Глаубниц, с 1974 по 1994 года — в коммуну Остро. С 1994 года входит в современную коммуну Паншвиц-Кукау.
В настоящее время деревня входит в состав культурно-территориальной автономии «Лужицкая поселенческая область», на территории которой действуют законодательные акты земель Саксонии и Бранденбурга, содействующие сохранению лужицких языков и культуры лужичан.
Исторические немецкие наименования.
- Cassicz, 1374
- Casicz, 1420
- Kaschwi(t)z, 1559
- Kaschitz, 1600
- Kaschwitz, 1768

## Население
Официальным языком в населённом пункте, помимо немецкого, является также верхнелужицкий язык.
Согласно статистическому сочинению «Dodawki k statisticy a etnografiji łužickich Serbow» Арношта Муки в 1884 году в деревне проживало 112 человек (из них — 68 серболужичанина (61 %)).
Лужицкий демограф Арношт Черник в своём сочинении «Die Entwicklung der sorbischen Bevölkerung» указывает, что в 1956 году при общей численности в 114 человека серболужицкое население деревни составляло 60,5 % (из них верхнелужицким языком активно владело 59 взрослых и 10 несовершеннолетних).
Серболужицкий писатель Ян Шолта в своём сочинении «Wo serbskosći w Kašecach» пишет, что в 2007 году в деревне проживало пять серболужицких семей с десятью детьми.
| 1834 | 1871 | 1890 | 1910 | 1925 | 1939 | 1946 | 1950 | 2005 | 2010 | 2015 | 2017 |
| ---- | ---- | ---- | ---- | ---- | ---- | ---- | ---- | ---- | ---- | ---- | ---- |
| 73   | 98   | 100  | 108  | 97   | 97   | 137  | 110  | 131  | 124  | 106  | 104  |

## Достопримечательности
Памятники культуры и истории земли Саксония
- Каменный дорожный указатель, на дороге в сторону Остро, 1848 год (№ 09227920).
- Придорожное распятие, 1818 год (№ 09227915).
- Придорожное распятие, Landstraße, 19 век (№ 09227918).
- Придорожное распятие, Landstraße 2, 19 век (№ 09227923).
- Здание и хозяйственные постройки, Landstraße 1, первая половина 19 века (№ 09227922).
- Жилой дом, Landstraße 2, первая половина 19 века (№ 09227921).
- Жилой дом, Landstraße 28, 18 век (№ 09227917).
- Жилой дом, Sonnenweg 1, 19 век (№ 09227916).

## Известные жители и уроженцы
- Ян Цыж-Гайничанский (1883—1948) — серболужицкий общественный деятель, председатель Лужицкого национального собрания.
- Якуб Новак-Кашчанский (1864—1920) — серболужицкий писатель